# Système éducatif au Togo
L'éducation au Togo, ou système éducatif togolais, concerne l'ensemble des institutions publiques et privées du Togo ayant pour fonction d'assurer et de développer l'éducation sur l'ensemble du territoire du pays.
Le système scolaire républicain est en majorité public, laïc, gratuit et il est obligatoire de l'âge de 6 ans jusqu'à 15 ans.

## Historique
Il existe très peu de sources sur l'éducation majoritairement orale dans ce qui est actuellement le territoire du Togo avant la période coloniale (qui s'étend du XVIe siècle à 1960).
À partir du XVe siècle, deux phénomènes historiques se produisirent qui influencèrent l'apprentissage et l'éducation sur le territoire du futur Togo: le contact avec les marchands et évangélisateurs portugais (par la mer) et la colonisation progressive par l'islam d'une société jusqu'à présent majoritairement mandingue (par l'intérieur des terres).
Un embryon de système scolaire national se met progressivement en place à partir de la fin du XIXe siècle avec la création d'écoles principalement dans les villes, au sein de l'empire colonial allemand.
En 1946, le pays passe sous tutelle internationale de l’ONU, gérée par la France (vainqueur des forces allemandes à la suite de la Première Guerre mondiale). Le Togo suit alors une politique éducative similaire à celle de l'AOF, mais il obtient sa propre représentation au Parlement français et devient la République autonome du Togo.
À la fin du mandat français, un réseau national d'écoles s'était constitué principalement près de la côte et sur le tracé du chemin de fer (écoles catholiques privées, écoles publiques, écoles coraniques, etc.). De fait, des activités comme le syndicalisme, le fonctionnariat et les métiers portuaires s'y développaient.

### Politique éducative
Depuis les années 2000, la stratégie gouvernementale en matière d’éducation (période 2014-2025) se focalise sur quatre éléments clés : 
- développer une éducation de base de qualité pour parvenir à « l'éducation primaire universelle » d'ici 2022
- étendre la couverture préscolaire dans les milieux ruraux et pauvres
- développer un cycle secondaire de qualité avec des cours techniques, professionnels et d'enseignement supérieur et
- réduire le taux d'analphabétisme.

## Préscolaire

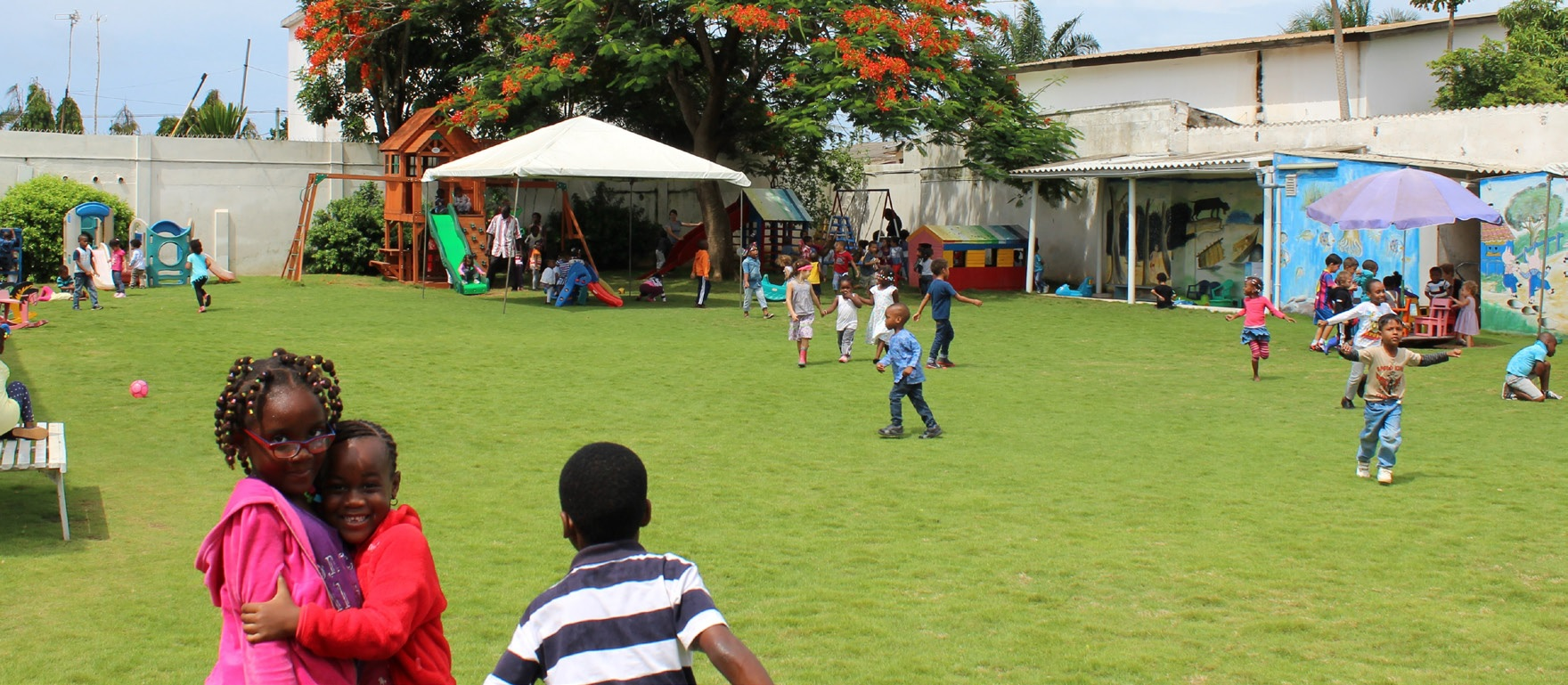
Jardin d'enfant de l'école internationale « Arc-en-Ciel », à Lomé

Le préscolaire connait dans le pays une généralisation importante ces dernières décennies: depuis 2005 le nombre d'inscrits croît d'environ 15 à 20% par an. De 7% de bénéficiaires potentiels inscrits effectivement dans un programme préscolaire en 2005, ce pourcentage est passé à près de 23% en 2018 et progresse de manière régulière.

## Enseignement primaire

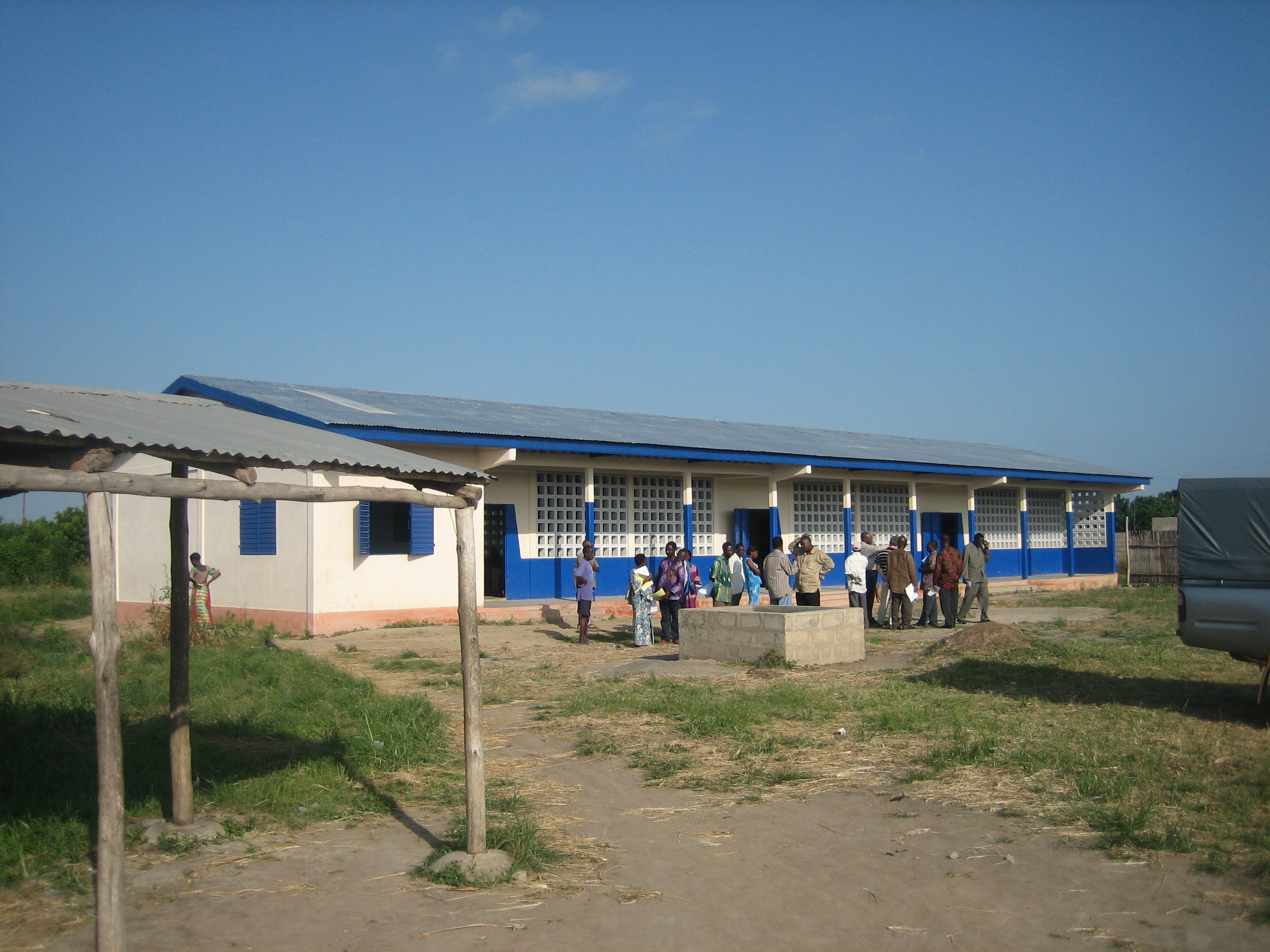
« Bloc » scolaire de trois classes, architecture typique des petites écoles de brousse au Togo

Le Togo connait une situation correcte (comparativement à ses voisins ouest-africains) en ce qui concerne le taux de scolarisation au primaire. Ainsi, entre 2014 et 2018, le taux net des scolarisés au primaire est resté stable entre 90% et 92%. Les populations les moins bien desservies par ce premier niveau de l'enseignement académique sont principalement celles qui résident trop loin d'une école (brousse, forêts, montagnes...) et pour qui le transport est un problème financier et/ou logistique.
Le pourcentage de redoublants y était de 7,5% en 2018.
Malgré un taux d'alphabétisation général (population au dessus de l'âge de 15 ans) de 63,7% en 2015, on observe que la génération des 15-24 ans était alors en nette progrès par rapport aux générations précédentes, avec un taux avoisinant 85% pour cette catégorie (représentant les jeunes actifs de la décennie 2020).

## Enseignement secondaire
Malgré un taux d'accession au secondaire de 82% (2017), c'est à ce niveau que la situation change drastiquement et les bons chiffres du Togo reviennent dans la moyenne régionale avec, en 2017 41% (taux net mixte) de scolarisés au collège; ce qui signifie qu'environ la moitié des ayants droit ne reçoivent pas officiellement de cours ni ne peuvent prétendre poursuivre un cursus diplômant.
La disparité filles-garçons s'y fait plus cruellement sentir également, avec un taux net de 33% de scolarisées contre 48% pour les garçons.

## Enseignement supérieur et universitaire
Les formations proposées par les établissements togolais d'enseignement supérieur sont généralement accessibles à tous les bacheliers ou aux titulaires d'un diplôme d'accès aux études universitaires (ou autre équivalence du baccalauréat). Cependant, certaines facultés sur le modèle d’école ou d'institut ont des pratiques de sélection supplémentaires: en plus du titre de baccalauréat, d’autres critères sont retenus, comme par exemple l’étude du dossier scolaire des candidats ou des résultats à un concours spécial d’entrée. (Voir la sous-catégorie Établissements privés spécialisés à titre d'exemple.)
Le système LMD (License-Maîtrise-Doctorat) est mis en place depuis 2006 dans le système universitaire togolais. Il s’inscrit dans le cadre des directives du CAMES (Conseil africain et malgache pour l'enseignement supérieur) et dans les recommandations du RESAO (Réseau pour l’Excellence de l’Enseignement Supérieur en Afrique de l’Ouest). 
L'enseignement universitaire est dispensé sous forme « d’Unité d’Enseignement » (UE) et les années universitaires sont divisées en deux semestres faisant l’objet chacun d’une évaluation.
Il existe deux universités publiques dans le pays: 

### Universités publiques
- À Lomé:
  - Université de Lomé (créée en 1970, qui comprend cinq facultés, cinq écoles supérieures, deux instituts et trois centres de formation)

- À Kara:
  - Université de Kara (créée en 2004, avec trois facultés)

### Universités privées
- Université Catholique de l'Afrique de l'Ouest - Unité Universitaire du Togo (UCAO-UUT) créée en février 2000, dédiée aux sciences technologiques
- Institut Africain d'Informatique (IAI) créée en janvier 1971

## Éducation spécialisée
Plusieurs instituts et écoles spécialisés existent, du sud au nord du pays: 

### Public
- Centre international de recherche et d’études de langues
- École nationale d'administration, à Lomé et Kara
- École africaine des métiers de l'architecture et de l'urbanisme, Lomé
- École nationale des auxiliaires médicaux
- Université Technique Bonita Haus, Dapaong

### Privé
En 2020 il existait en tout 59 établissements privés d'enseignement supérieur spécialisé, reconnus par l'état, dans le Grand Lomé. 
En supplément de ceux-ci, 18 établissements du même type jalonnent la province, comme par exemple: le Carrefour Informatique et Bureautique — Institut des Nouvelles Technologies Appliquées (CIB-INTA-Kpalimé), l'Institut de formation aux normes et technologies de l’informatique (IFNTI-Sokodé) ou l'École supérieure des ponts et chaussées (ESPC-Kara).
Établissements privés spécialisés:
- Université des sciences et technologies du Togo, à Noukafou, Lomé
- Institut de formation aux normes et technologies de l'informatique, Sokodé
- Institut Universitaire d’Agoényivé
- Groupe Enseignement Supérieur d’Informatique, de Business et d’Administration (ESIBA)
- École Supérieure des Techniques et Arts de la Communication (ESTAC)
- Institut africain d’Administration et d’Etudes Commerciales (IAEC) (Groupe BK Université)
- Institut supérieur de Management et du Développement (ISMAD)
- École Supérieure d’Administration et de Gestion Notre-Dame de l’Église (ESAG-NDE), Lomé
- Université catholique de l'Afrique de l'Ouest/ Unité Universitaire du Togo (UCAO-UT)
- Institut supérieur de philosophie et des sciences humaines Don Bosco, Lomé
- École supérieure baptiste de théologie de l'Afrique de l'Ouest, Lomé
- Faculté de théologie des Assemblées de Dieu, Lomé

## Dysfonctionnements
Tout d'abord, il s'agit de relever que le Togo est l'un des états les plus volontaristes de la région d'Afrique de l'Ouest en matière d'éducation. Avec l'équivalent de plus de 5% de PIB en dépenses publiques éducatives, le pays se trouve vers la 60e place mondiale. 
Néanmoins, les progrès nécessaires du système éducatif togolais dépendent en grande partie de plusieurs défis à relever:  un accès et une équité faibles dans les zones défavorisées et rurales, des taux d'achèvement du secondaire bas et une couverture du programme d'alphabétisation limitée.
Ainsi un plan gouvernemental 2014-2025 a été mis en place pour répondre au moins partiellement à ces problématiques. Cette stratégie se focalise sur quatre éléments clés : (I) développer une éducation de base de qualité pour parvenir à l'éducation primaire universelle d'ici 2022, (II) étendre la couverture préscolaire dans les milieux ruraux et pauvres, (III) développer un cycle secondaire de qualité avec des cours techniques, professionnels et d'enseignement supérieur et, (IV) réduire le taux d'analphabétisme.
Les bas salaires dans l'enseignement restent une problématique majeure dans le recrutement des meilleurs diplômés dans le pays. Ainsi début 2020, des préavis de grève étaient brandis contre le manque de prise en compte des demandes du professorat par le gouvernement.

### Solutions
Au Togo, de nombreuses solutions locales ont tenté de répondre aux manquements familiaux et gouvernementaux.
Des laboratoires mobiles ont été créés par l'ingénieur et entrepreneur Dodzi Aglago, via sa compagnie MOBILELABO, qui permet à de jeunes étudiants de créer eux-mêmes le matériel d'études scientifiques manquant dans de nombreuses écoles. Ainsi équipés, les écoliers peuvent reproduire les expériences (physique/chimie, etc.) qui sont indiquées dans leurs manuels scolaires et accéder à une meilleure compréhension et une affection accrue pour les sciences.
Sur le plan national, un réseau d'éducation et de recherche du Togo (TogoRER) a été lancé en juillet 2020, afin d’interconnecter à très haut débit les institutions nationales d’enseignement supérieur et de recherche pour favoriser la mutualisation de leurs ressources matérielles, éducatives et de recherche.

## Aide internationale

### Organisations internationales
Le Partenariat mondial pour l'éducation (PME), sous l'égide des Nations unies, a versé en 2020-2021 une allocation de 7 millions de dollars dans le cadre d'une requête de financement et d'un plan de riposte contre le COVID-19,.
Fin mars 2020, de façon plus anecdotique, le bureau de l'UNICEF au Togo a reçu un financement du PME de 70 000 $ (~38 650 000 Francs CFA) destiné à aider le ministère de l'Éducation à planifier sa riposte à la pandémie. Le financement a notamment servi à : fournir des ordinateurs et équipements à l'équipe de gestion de la crise au ministère de l'éducation ; effectuer une analyse rapide des risques ; et soutenir la conception et la diffusion de contenus d'apprentissage à distance alignés sur le programme national.

### Associations

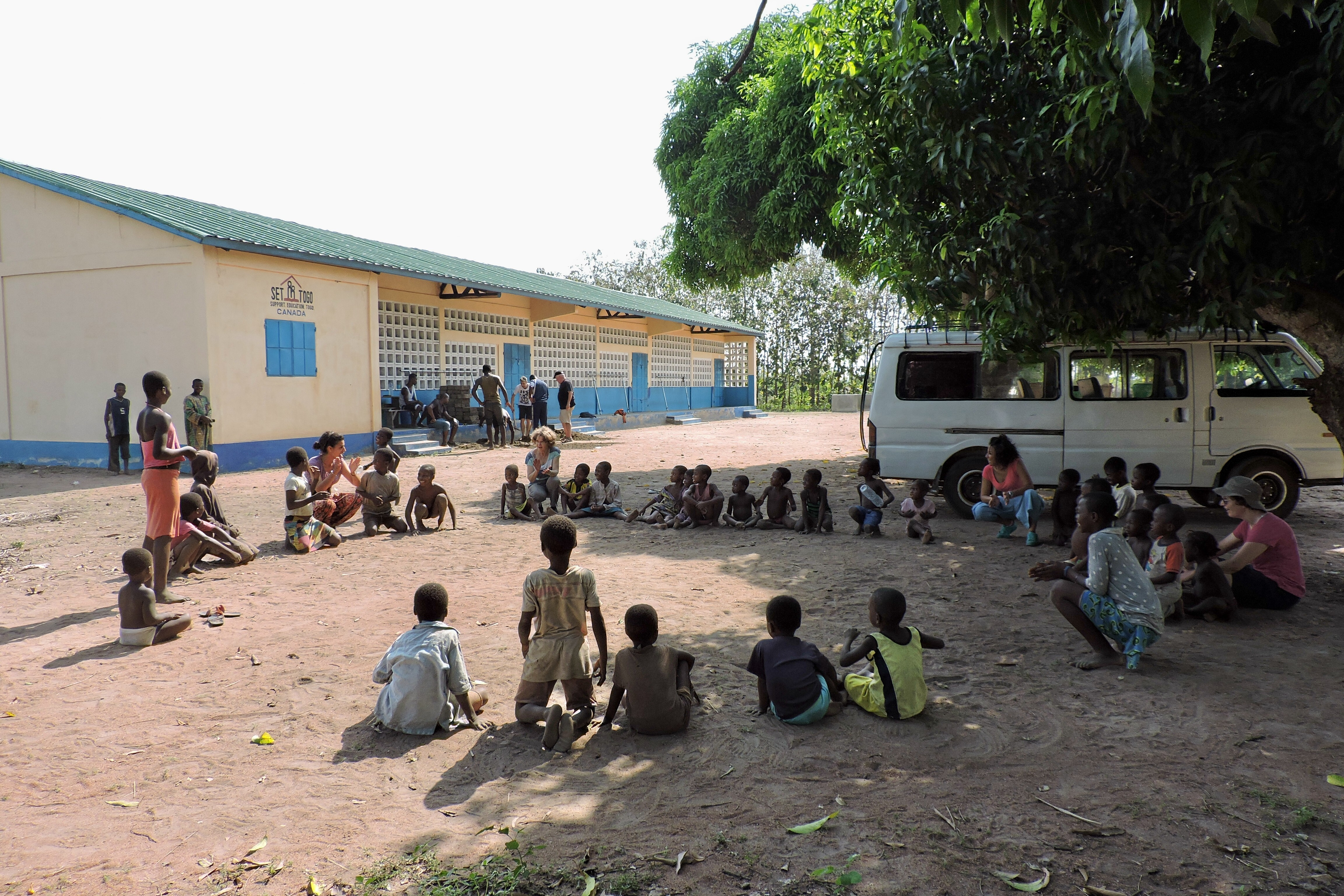
Une école bâtie grâce à l'association canadienne SET Togo

Le monde associatif est mobilisé depuis plusieurs décennies et depuis plusieurs pays notamment pour une meilleure accession de certaines populations togolaises à l'école (principalement primaire et secondaire). Il existe des dizaines d'associations spécialisées dans la création d'écoles, l'aide à la fourniture bureautique et scolaire,  etc.
Support.Education.Togo. (SET) Canada améliore l'accès et la qualité de l'education au Togo. Ils financent la construction d'écoles (voir photo) et fournissent des fournitures, fournissent une aide financière aux enseignants stagiaires, et développent les enseignants par la formation et le soutien.
SET aide à éduquer les enfants du Togo - vitale pour leur développement, le bien-êtrede leurs communautés, et les progrès du pays.
L'Association France-Togo agit à plusieurs niveaux: en coordonnant des activités ciblées de partenaires associatifs dans le pays (Secours Populaire français, association CIVFRANCETOGO, etc.); en encourageant la créativité artistique en français avec son Prix littéraire; le soutien à des dispensaires médicaux, etc.
Une autre, l'association austro-togolaise Éducation Togo, a permis la construction de trois écoles et la distribution de bourses d'études, d'aménagement de bibliothèques, d'accès à l'Internet ou encore d'approvisionnement en eau potable et infrastructures sanitaires (puits, latrines).
L'association Harpan a pour but de mettre des enfants togolais défavorisés (dans l'impossibilité de se rendre à l'école) dans toutes les conditions matérielles pour poursuivre leur année scolaire correctement. Cette association parraine annuellement plusieurs dizaines d'écoliers. En plus de kits scolaires et de « l’écolage », les membres de cette association vont souvent à la rencontre des enfants dont la plupart se trouvent dans la préfecture du Kloto pour les soutenir avec des vivres.
L'association togolaise ASDI-TOGO (créée en 2009) a pour but de promouvoir le développement à court, moyen et long terme par des actions sociales dans le domaine de l’éducation, de l’agriculture, de l’élevage et de l’environnement.